# Saison 1996-1997 du FC Sochaux-Montbéliard
Cet article contient diverses informations sur la saison 1996-1997 du Football Club Sochaux-Montbéliard, un club de football français basé à Montbéliard.

## Résultats en compétitions nationales
- 7e saison en Division 2 : 11e/21 avec 57 points, 2e attaque avec 57 buts marqués, 10e défense avec 47 buts encaissés
- Coupe de France: élimination en 1/16 de finale par le Montpellier HSC
- Coupe de la Ligue: limination en 1/32 de finale par l'ES Troyes AC

## Transferts

### Mercato d'été
| Nom                     | Nationalité sportive | Contrat     | Provenance/Destination |
| Arrivées                |                      |             |                        |
| Paulo Gomes             | Portugal             | ?           | CF Belenenses          |
| Frédéric Garny          | France               | ?           | FC Mulhouse            |
| Bertrand Reuzeau        | France               | ?           | Montpellier HSC        |
| Erwan Manac'h           | France               | ?           | Toulouse FC            |
| Igor Pamic              | Croatie              | ?           | NK Osijek              |
| Samuel Michel           | France               | ?           | SM Caen                |
| Olivier Ichoua          | France               | ?           | FC Martigues           |
| Maxence Flachez         | France               | ?           | FC Martigues           |
| Départs                 |                      |             |                        |
| Nicolas de la Quintinie | France               | Prêt (1 an) | ES Troyes AC           |
| Mehmed Bazdarevic       | Bosnie-Herzégovine   | ?           | Nîmes Olympique        |